# الزلزال (مسرحية)
الزلزال هي مسرحية كوميدية مصرية عُرضت سنة 1990 من بطولة صلاح ذو الفقار ومن تأليف مصطفي محمود وإخراج عادل هاشم. الكاتب مصطفي محمود قام بكتابة رواية الزلزال لإستشراق مستقبل المجتمع المصري وقت كتابة المسرحية في فترة الستينات من القرن العشرين.

## القصة
تدور المسرحية عن مجموعة من الشخصيات التي تعج بالصفات المتناقضة. فهناك شخصية الطماع و شخصية المتعلم المتفتح وأولئك الذين يحبون الحياة لدرجة العشق و أولئك الذين يهيمون بالموت

## الممثلون
- صلاح ذو الفقار
- عزيزة راشد
- صافيناز الجندي
- زوزو نبيل
- مرسي الحطاب
- هانم محمد
- فاروق سليمان